# Private TV
Private TV – holenderski kanał erotyczny, należący do spółki Sapphire Media International BV. Kanał prezentuje filmy erotyczne takich producentów jak studio Private oraz biblioteki wideo Sapphire.
Kanał rozpoczął nadawanie w lipcu 2005 pod nazwą XXX Xtreme, w którym emitowane były głównie produkcje amatorskie. Z kolei 6 września 2010 roku kanał zmienił nazwę na Daring!TV. Pod obecną nazwą nadaje od 1 września 2014 roku.
Kanał ma zapewnioną szeroką dystrybucję. Dostępny jest w wielu sieciach kablowych i platformach satelitarnych oraz z poziomu indywidualnych kart erotycznych (m.in. HD 10+, system Viaccess). Przekaz kanału jest całodobowy, ale nie we wszystkich krajach – Czechy i Słowacja mają dostęp od północy do 6:00, a Holandia od 23:00 do 5:00. Jest to związane z wymogami prawnymi w tych krajach. W Polsce w sieci UPC Polska emitowany jest całą dobę, a w ofercie platformy satelitarnej nc+ oraz w Cyfrowym Polsacie w godzinach 23:00-5:00.
Stacja erotyczna pod marką Private TV była znana już od 12 lutego 2014, gdy rozpoczął nadawanie kanał erotyczny pod tą nazwą, zastępując stację pod marką Free-X TV. Jego nadawcą była Private Media Group. 1 września 2014 wraz ze zmianą Daring!TV na Private TV, obecny kanał zlikwidowano. Obydwa kanały, mimo iż należały do dwóch różnych spółek, posiadały niemal identyczne logo. Wersja emitowana w miejscu Daring!TV ma logo w lewym górnym rogu ekranu, a litera „P” jest przeźroczysta. Z kolei wersja logo poprzednika była w prawym dolnym rogu, a logo było wypełnione.